# Baluan
Baluan , früher St. Patrick Island, ist die südlichste Insel der Admiralitätsinseln, rund 50 km südwestlich der Hauptinsel Manus. Administrativ gehört das Eiland zur Provinz Manus in Papua-Neuguinea. Die von einem Korallenriff umgebene und mit tropischem Regenwald bewachsene Insel ist der Überrest des erloschenen gleichnamigen Vulkans.
Die wenigen Dörfer der Insel liegen entlang der Nordküste. Hauptort ist Mok (Mouk). Die Bewohner der Insel, die zu den Garden Islands von Manus gezählt wird, leben von der Landwirtschaft, die durch den fruchtbaren vulkanischen Boden begünstigt ist, von der Fischerei und dem Verkauf von Schnitzkunst, welche sich durch für die Insel typische Vogelmotive auszeichnet.
Der bekannteste Einwohner von Baluan ist Sir Paliau Moloat (1893–1991), der 1964 als Erster für die Manus-Provinz in das Parlament von Papua-Neuguinea gewählt wurde.